# Sotapanna
Sotāpanna (pali eller srotaāpanna (sanskrit) betyder "den som gått in i strömmen", och är inom de buddhistiska inriktningar vars mål är att bli en arahant det första steget mot detta mål.
En sotapanna har frigjort sig från de tre första kedjorna (samyojana) som binder medvetna varelser till samsara:
1. Tron på existensen av ett bestående jag/en själ
2. Tvivel på effektiviteten av den buddhistiska vägen
3. Tron på effektiviteten hos icke-buddhistiska riter och ritualer

En sotapanna kan inte återfödas i någon av de lägre världarna inom samsara, det vill säga i helvetesvärldarna, världen av hungriga spöken, eller världen av djur. Sotapannor blir arahanter efter högst 7 ytterligare återfödelser.